# Sindh Madressatul Islam University

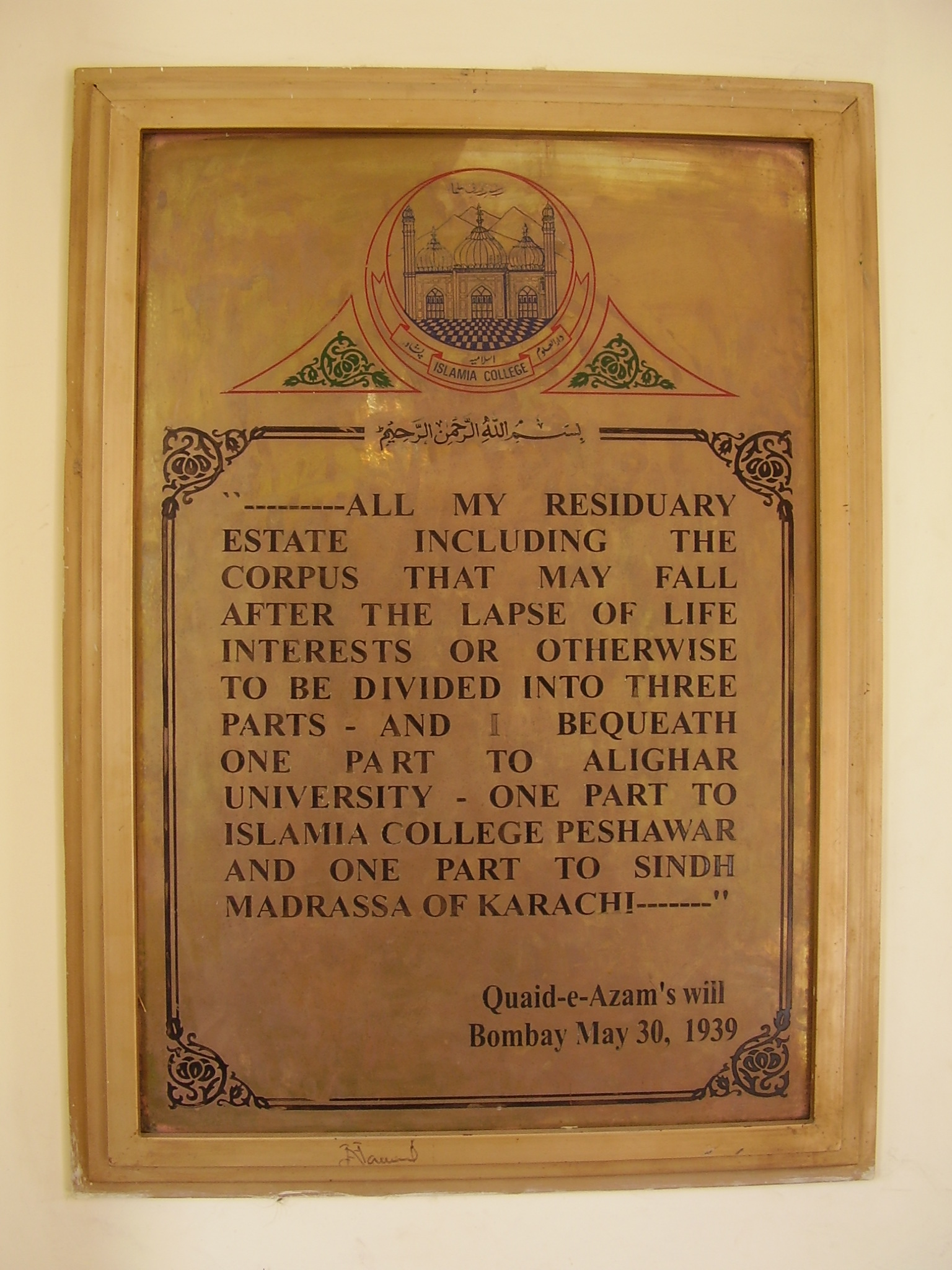
Muhammad Ali Jinnah, letzter Wille, Auszug

Die Sindh Madressatul Islam University (SMIU) ist eine von der Higher Education Commission of Pakistan anerkannte höhere Bildungseinrichtung in Karatschi, Sindh, Pakistan.

## Geschichte
Die SMIU ist eine der ältesten Institutionen in Südasien, die 1885 als Schule begann, 1943 eine Hochschule wurde und im Februar 2012 eine Universität. Im letzten Willen des pakistanischen Staatsgründers Muhammad Ali Jinnahs (1876–1948) wurde sie mit der Aligarh University (im indischen Bundesstaat Uttar Pradesh) und dem Islamia College Peshawar (Khyber Pakhtunkhwa, Pakistan) zu gleichen Teilen bedacht.